# Anarchisme au Japon
L'anarchisme est un mouvement influent au Japon aux XIXe et XXe siècles. Le mouvement anarchiste est influencé par la première et la Seconde Guerre mondiale, dans laquelle le Japon joue un rôle majeur. Le mouvement anarchiste japonais peut être divisé en trois périodes: de 1906 à 1911, de 1912 à 1936 et de 1945 à nos jours.

## Historique

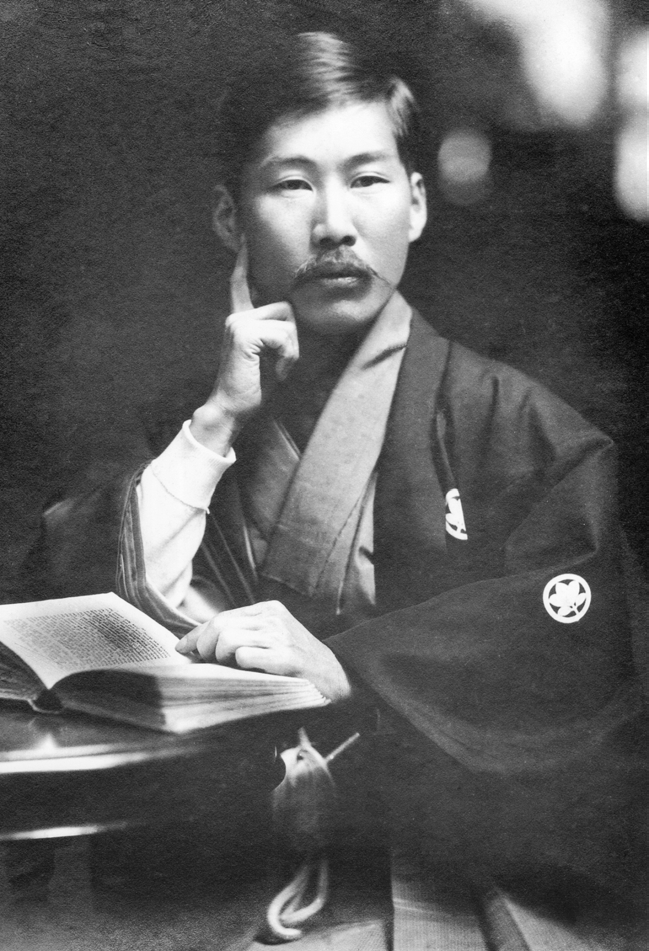
Shūsui Kōtoku (1871-1911)

Les idées anarchistes sont popularisées au début du XXe siècle par le journaliste radical Shūsui Kōtoku. Emprisonné en 1904 pour « propagande subversive » après avoir milité contre la guerre russo-japonaise, il découvre en prison Champs, usines et Ateliers de Pierre Kropotkine. Dès sa sortie, il émigre aux États-Unis où il rejoint l'Industrial Workers of the World (IWW). Il retourne au Japon en 1906 et, lors d'un meeting le 28 juin 1906 à Tokyo, expose les idées qu'il a découvertes aux États-Unis. Il publie ensuite un certain nombre d'articles, il écrit « J'espère qu'à partir de maintenant le mouvement socialiste va abandonner ses engagements pour un parti parlementaire et va adapter ses méthodes et sa politique pour l'action directe des ouvriers unis » ".
C'est d'abord au sein du Parti socialiste japonais (Nihon shakai-tō) fondé en janvier 1906, que la propagande anarchiste de Shūsui Kōtoku et d'Ōsugi Sakae se développe, ils mettent en avant de l'action directe du prolétariat en matière de politique, ils abandonnent la perspective parlementariste pour prôner la grève générale. Les thèses anarchistes rencontrent un certain succès au sein du Parti socialiste, et en février 1907, au 2e congrès du parti, elles recueillent 22 voix sur 48. Seules 2 voix condamnent absolument l'action directe tandis que la majorité des 24 autres voies se prononcent pour une voie médiane. La conception légaliste de la lutte mise en minorité, le Parti socialiste modifie ses statuts pour en retirer l'article portant sur le respect du cadre légal imposé par l'État. Cinq jours plus tard, le parti recevait un ordre de dissolution et était interdit,.
En 1910, l'Affaire du complot de lèse-majesté (Taigyaku-jiken, 大逆事件) marque une interruption brutale du mouvement anarchiste. Le gouvernement arrêta alors plusieurs centaines de militants socialistes à travers le pays, vingt-six sont finalement accusés d'avoir comploté pour assassiner l'empereur et préparer une révolution violente. Vingt-quatre militants sont condamnés à mort, douze condamnations sont finalement exécutées, dont celles de Kanno Sugako et Shūsui Kotoku. L'affaire, montée de toutes pièces, vise tout le mouvement socialiste dont l'anarchisme n'est pas encore tout à fait distinct. Après 1910 une « période hivernale » s'abat et tous les groupes sont réduits au silence.
Dans les années qui suivirent, les anarcho-communistes se concentrent sur la diffusion de leurs idées grâce à des messages oraux et écrits. Ils agissent dans des conditions difficiles, et subissant les attaques de la police, certains anarchistes pensent à adopter des méthodes plus violentes. La Girochin-Sha (ギロチン社, la Société de la Guillotine en français), active entre 1922 et 1928 est représentative de cet anarchisme influencé par la propagande par le fait.
En 1926, deux institutions anarchistes nationales sont formées. La Kokushoku Seinen Renmei, Ligue Noire de la Jeunesse en français (aussi connue comme la Black Youth League), est plus communément connue sous l'abréviation Kokuren. À sa création, le Kokuren était principalement composé de jeunes anarchistes de l'Est du Japon (la région de Kantô), mais il grandit rapidement afin d'accueillir toutes les générations et pour étendre son organisation fédérale à travers tout le Japon et même plus loin, dans les colonies japonaises qu'étaient alors la Corée et Taïwan.
Cette création est parallèle à la naissance d'un autre groupe anarchiste, le Zenkoku Rôdô Kumiai Jiyû Rengôkai (Fédération libertaire des syndicats japonais), simplifié en Zenkoku Jiren ou Zenjiren.
Dans les années suivantes, le mouvement anarchiste est caractérisé par un débat intense entre anarcho-communistes et anarcho-syndicalistes. Lors de la conquête de la Mandchourie par le Japon, l'État commence à faire taire l'opposition intérieure ; une nouvelle vague de répression est lancée. Bien que le mouvement anarchiste adopte plusieurs stratégies pour survivre, l'État met tout en œuvre pour l'emporter. Avec le début de la Seconde Guerre mondiale, toutes les organisations anarchistes japonaises sont obligées de s'arrêter. Les anarchistes doivent faire profil-bas, ne doivent plus exposer leurs idées politiques au public.
Après la guerre, le Japon subit l'occupation américaine. L'investissement important et l'économie florissante sont accompagnés par la prise de mesures autoritaires contre les syndicats. Bien que les anarchistes se soient réorganisés, notamment au sein de la Fédération Anarchiste japonaise, ils trouvent difficiles de se développer dans ces conditions.
L'anarchisme au Japon connaît un regain de vitalité, comme l'ensemble des écoles socialistes et révolutionnaires, avec le moment révolutionnaire mondial des années 1960-1970. En lien avec la Nouvelle gauche, de nouvelles organisations anarchistes se développent, souvent à partir des campus universitaires.
Aujourd'hui, le mouvement anarchiste est bien plus petit qu'avant.